# 북한 신형 전차

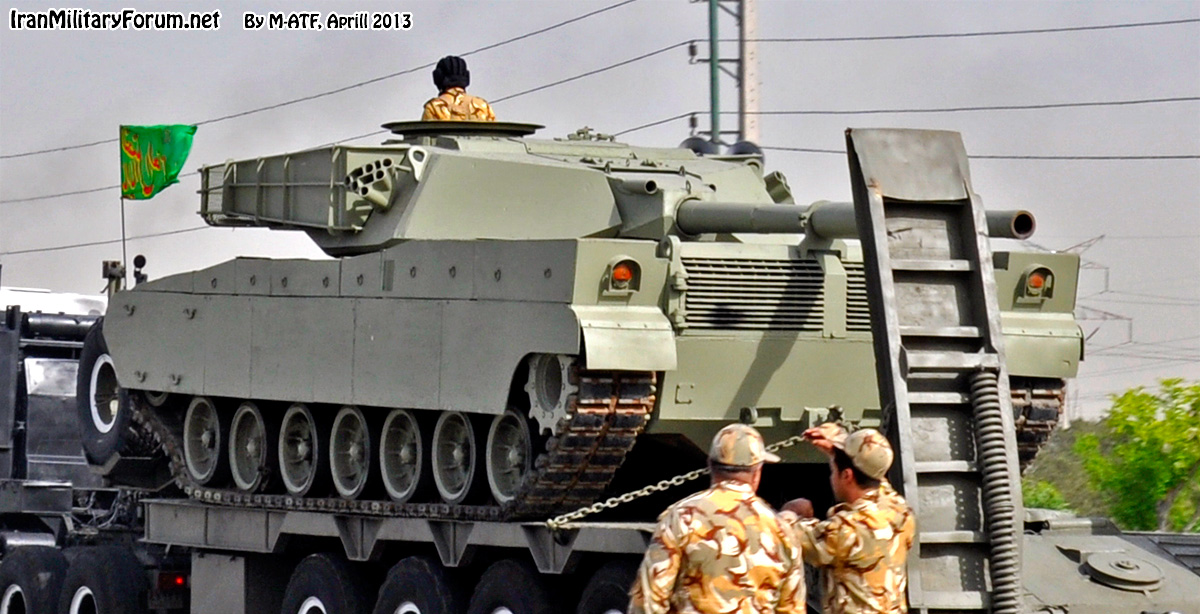
이란 최신형 줄피가르-3 전차

북한 신형 전차는 2020년 10월 10일 조선로동당 창건일 열병식에 처음 공개된 대형 전차이다. M2020이라고도 부른다.

## 비교
한쪽 바퀴가 7개이고, 포탑의 외양이 이란 줄피가르 전차와 매우 닮았다. 북한 최초의 바퀴 7개 전차다. 중국의 수출형 VT-4 전차와 비슷하다는 분석도 있지만, VT-4는 한쪽 바퀴가 6개다.

## 불새
열병식에 등장한 북 신형 전차들은 ‘불새’라 불리는 9K111 파곳 대전차 미사일 2기, 복합 장갑 등을 갖추고 있는 것으로 파악됐다. 일각에선 사격 전 포신의 미세하게 휘어진 상태를 감지해 사격에 반영, 명중률을 획기적으로 높여주는 동적포구 감지기도 장착돼 있다고 보고 있다. 이 장치는 우리 육군의 K1 및 K1A1 전차에는 없고, K1A2 및 K2 전차에만 달려 있는 장비다. 이밖에 레이저 경보 수신기, 독립된 전차장 및 포수 조준경 등 서방의 3.5세대 최신형 전차가 갖고 있는 센서들을 갖추고 있는 것으로 추정한다.
다만 상기한 내용은 특정 유튜버/언론의 주장으로 이와 반대되는/아예 틀렸다는 반박도 존재한다.
북한은 한국군의 유선유도 BGM-71 토우(사거리 4km)와 비슷한 유선유도 불새-2(사거리 4km)에서, 최근 레이저유도 불새-3(사거리 8km)를 개발하는데 성공했다. 신형 전차에 구식인 불새-2를 장착했다기 보다는, 최신형 불새-3를 장착했을 것으로 추정된다.

## 비교
| 비교       | T-62     | T-72     | 천마5호  | 폭풍호    | T-80U     | 선군호    | K1 전차   | K2 흑표   | M1 에이브럼스 |
| 무게       | 37 톤    | 41.5 톤  | 42 톤    | 46 톤     | 46 톤     | 46 톤     | 51 톤     | 55 톤     | 54-72 톤      |
| 엔진       | 580 마력 | 780 마력 | 580 마력 | 1200 마력 | 1250 마력 | 1200 마력 | 1200 마력 | 1500 마력 | 1500 마력     |
| 측면바퀴수 | 5 개     | 5 개     | 5 개     | 6 개      | 6 개      | 6 개      | 6 개      | 6 개      | 7 개          |
| 포탑모양   | 둥근모양 | 둥근모양 | 각진모양 | 각진모양  | 둥근모양  | 둥근모양  | 각진모양  | 각진모양  | 각진모양      |

T-80U, M1 에이브럼스는 제트엔진과 같은 가스터빈 엔진을 사용한다. M1 에이브럼스가 가스터빈 엔진을 사용한다고 해서 전투기의 항공기용 등유를 사용해야만 하는 것은 아니고, 휘발유, 경유를 넣어도 된다.
탱크는 기본적으로 대형 무기여서, 최근에 개발된 첨단 무기들을 옵션으로 추가 장착할 수 있다. 최근에는 대전차 미사일, 지대공 미사일을 장착한다. 주야간 전천후 작전을 위한 야간투시경, 적의 공격을 견디기 위한 각종 방어장치 등이 추가된다. 화생방전 작전을 위해 에어컨 등을 설치하며, 스노클을 장착해 깊은 강도 건널 수 있다.

## 제원
이란 줄피가르-3 전차의 제원이다.
- 무게: 52 톤
- 길이: 9.20 m (30 ft 2 in)
- 폭: 3.6 m (11 ft 10 in)
- 높이: 2.5 m (8 ft 2 in)
- 승무원: 3 명
- 주포: 125 mm smoothbore tank gun
- 부무장: 12.7 mm, 7.62 mm 기관총
- 엔진: 12 실린더 디젤 엔진, AVDS-1790 1000 hp
- 출력/무게: 17.85 hp/톤
- 거리: 450 km (280 mi)
- 최대속도: 70 km/h (43 mph)